# Пандо (місто)
Пандо (ісп. Pando) — місто у південній частині Уругваю, у департаменті Канелонес.

## Географія
Місто розташоване приблизно за 23 км на північний схід від столиці країни Монтевідео. Крізь Пандо проходить автомобільний шлях № 8. Уздовж східної околиці міста протікає річка Арройо Пандо.

### Клімат
Місто знаходиться у зоні, котра характеризується вологим субтропічним кліматом. Найтепліший місяць — січень із середньою температурою 22.2 °C (72 °F). Найхолодніший місяць — липень, із середньою температурою 10 °С (50 °F).
| Клімат Пандо            | Клімат Пандо | Клімат Пандо | Клімат Пандо | Клімат Пандо | Клімат Пандо | Клімат Пандо | Клімат Пандо | Клімат Пандо | Клімат Пандо | Клімат Пандо | Клімат Пандо | Клімат Пандо | Клімат Пандо |
| Показник                | Січ.         | Лют.         | Бер.         | Квіт.        | Трав.        | Черв.        | Лип.         | Серп.        | Вер.         | Жовт.        | Лист.        | Груд.        | Рік          |
| Абсолютний максимум, °C | 42           | 40           | 38           | 36           | 30           | 27           | 28           | 26           | 30           | 34           | 36           | 38           | 42           |
| Середній максимум, °C   | 28           | 27           | 25           | 21           | 17           | 15           | 14           | 15           | 17           | 20           | 23           | 26           | 21           |
| Середня температура, °C | 22           | 21           | 20           | 16           | 12           | 10           | 10           | 10           | 12           | 14           | 17           | 20           | 16           |
| Середній мінімум, °C    | 16           | 16           | 15           | 11           | 8            | 6            | 6            | 6            | 7            | 9            | 12           | 15           | 11           |
| Абсолютний мінімум, °C  | 7            | 7            | 4            | 2            | −1           | −2           | −3           | −3           | −1           | −1           | 3            | 5            | −3           |
| Норма опадів, мм        | 70           | 60           | 90           | 90           | 80           | 80           | 70           | 70           | 70           | 60           | 70           | 70           | 940          |
| Днів з дощем            | 5            | 4            | 6            | 6            | 5            | 5            | 5            | 5            | 5            | 4            | 5            | 5            | 63           |
| Вологість повітря, %    | 65           | 70           | 73           | 76           | 79           | 79           | 79           | 76           | 76           | 72           | 65           | 64           | 73           |
| ----------------------- | ------------ | ------------ | ------------ | ------------ | ------------ | ------------ | ------------ | ------------ | ------------ | ------------ | ------------ | ------------ | ------------ |
| Джерело: Weatherbase    |              |              |              |              |              |              |              |              |              |              |              |              |              |

## Історія
Місто засноване 13 травня 1788. 11 березня 1863 отримало статус малого міста (Villa), 5 серпня 1920 — статус міста (Ciudad). На той час місто було промисловим центром. Була збудована злітно-посадочна смуга, яка стала  у 1928 аеропортом. У 1948 аеропорт був переведений у Карраско, а його місце зайняло військове авіаційне училище .

## Населення
Згідно даних на 2011 населення складає 25 947 чоловік .
| Рік  | Населення |
| ---- | --------- |
| 1908 | 7927      |
| 1963 | 12 876    |
| 1975 | 16 406    |
| 1985 | 19 795    |
| 1996 | 23 384    |
| 2004 | 24 004    |
| 2011 | 25 947    |

Джерело: Instituto Nacional de Estadística de Uruguay